# Наука о подацима
Наука о подацима је интердисциплинарна академска област која користи статистику, рачунску науку, научне методе, процесе, алгоритме и системе за издвајање или екстраполацију знања и увида из структурираних или неструктурираних података.
Наука о подацима такође интегрише знање о домену из основног домена примене (нпр. природне науке, информационе технологије и медицина). Наука о подацима је вишеструка и може се описати као наука, истраживачка парадигма, истраживачки метод, дисциплина, ток посла и професија.